# Just Keep Watching
"Just Keep Watching" es una canción de la cantante canadiense Tate McRae. Fue lanzada el 30 de mayo de 2025 a través de RCA, Atlantic Records y Apple Video Programming, como el cuarto sencillo del álbum de la banda sonora de la película F1, titulado F1 the Album. Se convirtió en el tercer número uno de McRae en el listado Hot Dance/Pop Songs.

## Antecedentes y composición
El 1 de mayo de 2025 se anunció que McRae formaría parte del álbum de la banda sonora de F1. La canción fue producida por Ryan Tedder y Tyler Spry. Fue enviada a la radio pop contemporánea por Atlantic Records.
"Just Keep Watching" es una canción Pop y de estilo club, diseñada para reflejar la energía de la película, con un "ritmo acelerado" y una percusión vibrante. También incorpora elementos de percusión rápida que complementan la coreografía característica de McRae.

## Video musical
El videoclip fue dirigido por Bardia Zeinali y se estrenó en el canal de YouTube de McRae el 30 de mayo de 2025. Inspirado en la película de 1978 Grease, presenta a McRae desfilando por una pista de carreras y bailando entre neumáticos, acompañada por espectadores vestidos con atuendos de carreras. El video también incluye fragmentos de la película.

## Posicionamiento en listas
| Lista (2025)                                     | Posición máxima                           | Australia (ARIA) |
| ------------------------------------------------ | ----------------------------------------- | ---------------- |
| 5                                                | Austria (Ö3 Austria Top 40)               |                  |
| 6                                                | Bélgica (Flandes)                         |                  |
| 47                                               | Bielorrusia                               |                  |
| 22                                               | Canadá                                    |                  |
| 96                                               | Comunidad de Estados Independientes (CIS) |                  |
| 7                                                | Estonia Airplay (TopHit)                  |                  |
| 126                                              | Billboard Global 200                      |                  |
| 137                                              | India Internacional (IMI)                 | 9                |
| Japón – Hot Overseas (Billboard Japan)           | 19                                        |                  |
| Kazajistán                                       | 5                                         |                  |
| Letonia Airplay (TopHit)                         | 5                                         |                  |
| Lituania Airplay (TopHit)                        | 130                                       |                  |
| Moldavia                                         | 97                                        |                  |
| Nueva Zelanda – Hot Singles (RMNZ)               | 8                                         |                  |
| Polonia – Airplay Top 100                        | 76                                        |                  |
| Puerto Rico – Anglo Airplay (Monitor Latino)     |                                           |                  |
| 13                                               | Rusia Radio (TopHit)                      |                  |
| 5                                                | Eslovaquia                                | 62               |
| Emiratos Árabes Unidos (The Official MENA Chart) | 19                                        |                  |
| Billboard – Bubbling Under Hot 100               | 20                                        |                  |
| Billboard – Rhythmic                             | 34                                        |                  |

### Listas mensuales
| Lista (2025)                 | Posición máxima |
| ---------------------------- | --------------- |
| Bielorrusia Airplay (TopHit) | 46              |
| CIS Airplay (TopHit)         | 12              |
| Kazajistán Airplay (TopHit)  | 7               |
| Letonia Airplay (TopHit)     | 17              |
| Rusia Airplay (TopHit)       | 11              |